# Сульфид железа(II)-меди(II)
Сульфид железа(II)-меди(II) — неорганическое соединение, двойной сульфид меди и железа с формулой CuFeS2, жёлтые кристаллы, не растворяется в воде.

## Получение
- В природе встречается минерал халькопирит — CuFeS2 с примесями Ag, Au, In, Tl, Se, Te [1].

## Физические свойства
Сульфид железа(II)-меди(II) образует жёлтые кристаллы нескольких модификаций:
- кубическая сингония, параметры ячейки a = 0,5328 нм;
- тетрагональная сингония, параметры ячейки a = 1,0598 нм, c = 0,5380 нм [2]
- тетрагональная сингония, пространственная группа I 42d, параметры ячейки a = 0,5289 нм, c = 1,0423 нм, Z = 4 [3].

Не растворяется в воде.
Является бесщелевым полупроводником с антиферромагнитным упорядочением.